# Teatro Municipal de Viña del Mar
El Teatro Municipal de Viña del Mar es un edificio patrimonial ubicado en la ciudad de Viña del Mar, Región de Valparaíso, Chile, frente a la plaza Vergara. Inaugurado en 1930, fue declarado Monumento Nacional de Chile, en la categoría de Monumento Histórico, mediante el Decreto n.º 435, del 23 de noviembre de 2009.

## Historia
En 1889 Mercedes Álvarez, esposa del fundador de la ciudad José Francisco Vergara, donó los terrenos para la construcción de un teatro monumental, que fue construido entre los años 1925 y 1930 por los arquitectos Renato Schiavon y Aquiles Landoff.
Fue inaugurado el 11 de octubre de 1930 por el presidente Carlos Ibáñez del Campo y el alcalde Manuel Ossa Saint-Marie con la presentación de la Compañía Lírica Italiana. Luego se puso en escena la ópera Thaïs, compuesta por Jules Massenet.
El teatro resultó dañado por el terremoto de 2010, por lo que fue cerrado al público. En el año 2015, gracias al aporte del Consejo Nacional de la Cultura y las Artes y de la Subsecretaría de Desarrollo Regional, se aprobaron los recursos para su restauración total.
El teatro abrió sus puertas de nuevo al público el 1.er de diciembre de 2023.

## Descripción
De estructura de hormigón armado y albañilería de ladrillo y piedra, es de arquitectura historicista con columnas de acceso de orden jónico.